# Маппет-шоу
«Маппет-шоу» (англ. The Muppet Show) — англо-американская телевизионная юмористическая программа, созданная Джимом Хенсоном. Выходила в 1976—1981 годах. Основными действующими лицами были куклы-маппеты.

## История
Куклы-маппеты, созданные Джимом Хенсоном, первоначально были персонажами детской программы «Улица Сезам». Решив сделать собственное шоу, Хенсон снял два пилотных выпуска: в 1974 году — The Muppets Valentine Show с актрисой Миа Фэрроу в качестве приглашённой звезды, а в 1975 — «Шоу Маппетов: Секс и насилие» (Muppet Show: Sex and Violence). Главным героем выступал лягушонок Кермит, уже известный по «Улице Сезам».
27 сентября 1976 года появился первый выпуск. Программа показывала жизнь музыкального театра, режиссёром которого был Кермит. В каждом выпуске участвовали приглашённые знаменитости, среди которых: Шарль Азнавур, Сильвестр Сталлоне, Питер Устинов, Мариса Беренсон, Твигги, Стив Мартин, Рудольф Нуреев, Элтон Джон, Элис Купер, Кристофер Рив, Бен Верин, Джеймс Коберн, Роджер Мур, Брук Шилдс и многие другие. За пять лет вышло пять сезонов (120 получасовых выпусков). Последний выпуск зрители увидели 1 июня 1981 года.
Первый сезон шоу был показан в 1990 г. на ЦТ СССР.

## Персонажи-маппеты
- Лягушонок Кермит (Джим Хенсон) — режиссёр и управляющий театра. Принимает гостей и объявляет номера.
- Мисс Пигги (сначала Ричард Хант или Фрэнк Оз, потом только Фрэнк Оз) — гламурная и эгоцентричная свинка-актриса, желающая добиться славы. Безответно влюблена в Кермита. Обладает большой физической силой, владеет карате.
- Медвежонок Фоззи (Фрэнк Оз) — неугомонный комик-неудачник, выступающий в жанре «стэнд-ап». Во время выступлений подвергается насмешкам со стороны зрителей, особенно Статлера и Уолдорфа. Помощник Кермита.
- Скутер (Ричард Хант) — посыльный, племянник владельца театра, Джей Пи Гросса.
- Гонзо (Дэйв Гольц) — неординарный актёр, выступающий под именем Великий Гонзо. Исполняет опасные трюки. В отличие от многих маппетов, не является человеком или антропоморфным животным. Завершает вступление одиночной нотой на трубе, что ему по разным причинам не удаётся выполнить эффектно (в первом сезоне у Гонзо также по разным причинам не получается ударить колотушкой о букву «O» как по гонгу).
- Шведский Повар (Джим Хенсон) — повар, готовящий еду по невероятным рецептам. Говорит на псевдо-шведском языке.
- Рольф (Джим Хенсон) — пёс. Пианист-виртуоз, также играет доктора Боба в Ветлечебнице.
- Доктор Бунзен (Дэйв Гольц) — глава маппет-лаборатории, учёный и изобретатель.
- Биккер (Ричард Хант) — ассистент доктора Бунзена, постоянно попадающий в переделки во время испытаний самых необычных разработок.
- Камилла (Джерри Нельсон) — курица, в которую тайно влюблён Гонзо.
- Орёл Сэм (Фрэнк Оз) — белоголовый орлан. Американский патриот и самозваный цензор театра.
- Ангус Макконакл — маппет, по фамилии шотландец. Должен был быть специальным гостем, но был заменен звёздами из Звёздных войн. Является булькающей гаргульей, которая булькает Гершвина. И от этого был выгнан.
- Электрохаос — рок-группа Маппет-театра.
  - Доктор Тиз (Джим Хенсон) — руководитель группы. Клавишник с очень длинными руками.
  - Животное (Фрэнк Оз) — безумный барабанщик.
  - Флойд Пеппер (Сержант Пеппер) (Джерри Нельсон) — хиппующий ударный бас-гитарист в группе доктора Тиза.
  - Дженис (сначала Эрин Озкер, потом Ричард Хант) — соло-гитаристка. Хиппачка, по которой сохнет Флойд Пеппер.
  - Зуут (Дэйв Гольц) — слегка обкуреный саксофонист. Завершает каждый выпуск своей коронной густой нотой.
  - Липс (Стив Уитмир) — трубач.
- Маппет Оркестр — оркестр Маппет-театра начинает и заканчивает выпуски. Участвуют Рольф, Животное, Зуут, Липс, Флойд Пеппер, Крэйзи Гарри и дополнительно:
  - Найджел (сначала Джим Хенсон, потом Джон Лавледи) — дирижёр оркестра.
  - Трубачка.
- Лью Зиланд (Джерри Нельсон) — актёр работающий с рыбой-бумерангом.
- Статлер и Уолдорф (Ричард Хант и Джим Хенсон) — пара пожилых зрителей, которые занимают места в ложе. В саркастическом духе комментируют происходящее на сцене и каждый комментарий заканчивают одновременным смехом: «О-о-хо-хо-хо!».
- Энни Сью (Луиза Гольд) — юная свинка, невольная конкурентка Мисс Пигги.
- Ведущий новостей (Джим Хенсон) — его бойкие репортажи всегда срываются.
- ФуФу (Стив Уитмир или настоящая собака) — собака Мисс Пигги.
- Свитамс (Ричард Хант) — огромный монстр.
- Линк Свиное рыло (Джим Хенсон) — неотёсанный увалень. Капитан космического корабля «Свиной путь» в сериале «Свиньи в космосе».
- Доктор Окорок (Джерри Нельсон) — офицер по науке в сериале «Свиньи в космосе».
- Бьюгард (Дэйв Гольц) — работник сцены. Прямой как валенок.
- Лягушонок Робин (Джерри Нельсон) — маленький племянник Кермита.
- Крэйзи Гарри (сначала Джон Лавледи, потом Джерри Нельсон) — одержимый пиро- и взрывотехник.
- Мисс Мауси (Джерри Нельсон) — мышь, конкурентка Мисс Пигги в отношении Кермита. Партнёрша Кермита по танцам.
- Гледис (Ричард Хант) — хамоватая официантка.
- Дядюшка Дэдли, или Призрак «Маппет-шоу» (Джерри Нельсон) — дракон, бывший актёр.
- Папс (Джерри Нельсон) — пожилой швейцар. Встречает гостей традиционным «Кто вы?».
- Марвин Саггс (Фрэнк Оз) — слегка съехавший напыщенный музыкант с садистскими наклонностями. Играет на Маппафоне, музыкальном инструменте состоящем из живых маппафонов, при ударе по ним издающих крики различного тона.
- Джордж (Фрэнк Оз) — маразматичный пожилой уборщик.
- Милдред Хакстеттер (Фрэнк Оз или Ричард Хант) — партнёрша Джорджа по танцам, магистр искусств.
- Хильда (Эрин Озкер) — пожилая костюмерша, говорит со славянским акцентом.
- Братья Зуччини (Фрэнк Оз, Джерри Нельсон, Дэйв Гольц, Ричард Хант) — группа акробатов, показывающих номер «человек-ядро».
- Уэйн и Ванда (Ричард Хант и Эрин Озкер) — вокальный дуэт. Несчастный случай всегда мешает им закончить выступление, но, по мнению Сэма, это самые лучшие артисты в театре.
- Джей Пи Гросс (Джерри Нельсон) — бизнесмен, владелец театра, дядя Скутера.
- Сог (Джерри Нельсон) — дружелюбный синий трёхметровый монстр.
- Ленни — бирюзовая ящерица.

## Продолжения
С участием персонажей «Маппет-шоу» было снято несколько полнометражных фильмов: «Маппеты» (The Muppet Movie, 1979), «Большое кукольное путешествие» (The Great Muppet Caper, 1981), «Маппеты завоёвывают Манхэттен» (The Muppets Take Manhattan, 1984), «Рождественская песнь маппет-шоу» (The Muppet Christmas Carol, 1992), «Остров сокровищ маппетов» (Muppet Treasure Island, 1996), «Маппет-шоу из космоса» (Muppets from Space, 1999), «It's a very merry Muppet Christmas movie» (2002), «Лягушонок Кермит: Годы в болоте» (Kermit’s Swamp Years, 2002), «Шоу Маппетов: Волшебник из страны Оз» (The Muppets' Wizard of Oz, 2005), «Маппеты» (The Muppets, 2011) и «Маппеты в розыске» (Muppets Most Wanted, 2014).
С 1984 по 1990 годы выходил мультипликационный сериал для детей «Куколки-малышки» (Muppet Babies), где всё те же персонажи были показаны малышами.
Маппеты появлялись в программе Джима Хенсона The Jim Henson Hour, которая в 1989 году прошла на канале NBC. В 1996 году, уже после смерти Хенсона, маппеты вернулись на телевидение в программе «Маппеты» (Muppets Tonight). Программа повторяла классический формат «Маппет-шоу», только в современном стиле Late Night. Здесь тоже были приглашённые звёзды, например: Мишель Пфайффер, Сандра Буллок, Пирс Броснан. Ведущим стала кукла Клиффорд. В этой программе прибавили массу новых кукол. Она была закрыта в 1998 году.
Практически все герои программы по сей день встречаются в программе «Улица Сезам»